# BHStB Vb6
Die Reihe Vb6 war eine Stütztenderlokomotive mit fünf Kuppelachsen und Klose-Lenkwerk in Bosnischer Spurweite der Bosnisch-Herzegowinischen Staatsbahnen (BHStB).

## Geschichte

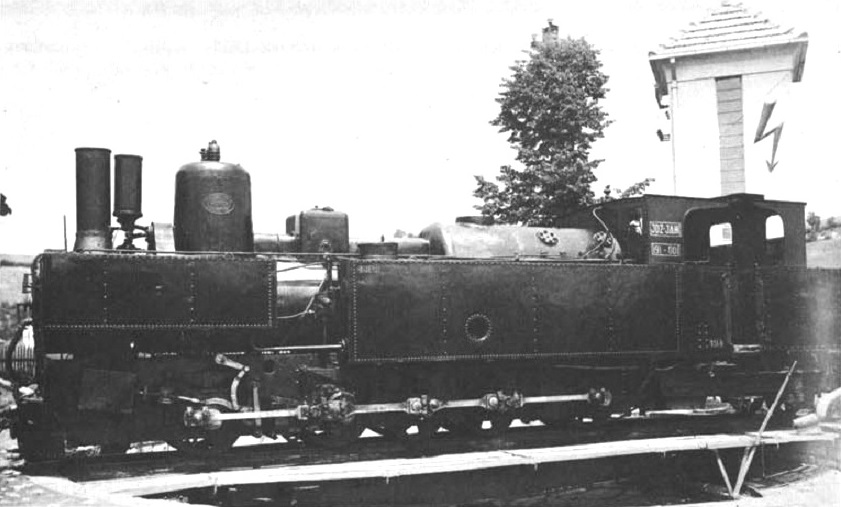
In den 1930er-Jahren war der aufwendige Klose-Mechanismus bereits ausgebaut.

1893 wurde von Krauss in Linz eine wuchtige Fünfkuppler-Lokomotive mit einem der IIIa4 grundsätzlich ähnlichen, aber erheblich vergrößerten Aufbau an die BHStB geliefert. In Anbetracht der im Bau befindlichen Strecke über den Komarpass sowie der in ferner Planung befindlichen Fortsetzung über den Stožer-Pass nach Split wollte man damit Probefahrten im reinen Adhäsionsbetrieb durchführen – als Alternative zum zwar bewährten, aber aufwendigen Zahnstangenbetrieb am Ivanpass. Zu diesem Zeitpunkt stand dafür aber nur die Strecke zwischen Pazarić und Tarčin mit einer maximalen Steigung von 35 ‰ zur Verfügung. Bei Testfahrten konnten dort 120 Tonnen bei 12 km/h befördert werden, mit einer Nachschiebelokomotive auch bis zu 250 Tonnen.
Auf dem mit 45 ‰ etwas steileren Komarpass wären nach diesen Ergebnissen entsprechend etwa 90 Tonnen Anhängelast möglich gewesen, also weitgehend gleich mit den damals vorhandenen Zahnrad-Lokomotiven der Reihe IIIb4 bei allerdings etwas höherer Geschwindigkeit. Auf den 60 ‰-Rampen war weiterhin reiner Zahnradbetrieb vorgesehen, theoretisch hätten aber auch hier mit 60 Tonnen dieselben Lasten befördert werden können. Trotz dieser augenscheinlich brauchbaren Ergebnisse wurde dieser Lokomotivtyp aber nicht nachbeschafft, sondern stattdessen stärkere Zahnrad-Lokomotiven der Reihe IIIc5 bestellt. Mit diesen waren Anhängelasten von 90 t auf 60 ‰ und 120 t auf 45 ‰ möglich, im reinen Adhäsionsbetrieb wäre das kaum noch möglich gewesen bei einer zulässigen Achslast von 8 Tonnen und widrigen Wetterverhältnissen.
Die Quellenlage zu dieser Entscheidung ist etwas dürftig, bekannt ist aber folgendes:
- Die fünfte Kuppelachse bereitete Probleme nicht genau bezeichneter Art, nach einer Entgleisung in der Zeit nach dem Ersten Weltkrieg wurde dann auch der gesamte Klose-Mechanismus abgebaut.
- Obwohl während des Ersten Weltkriegs chronischer Lokmangel herrschte, kam die Vb6 kaum zum Einsatz, teilweise nur einige tausend Kilometer pro Jahr.
- Nicht nur wegen der Leistung, auch wegen der notwendigen hohen Zugkraft wurde die Lokomotive entsprechend schwer. Zu diesem Zeitpunkt war aber nur der Abschnitt Sarajevo–Konjic wegen der schweren Zahnradloks für eine Achslast von acht Tonnen zugelassen, was die Vb6 auch noch übertraf. Der allgemeine Umbau auf stärkere Schienenprofile begann erst um 1900, bis dahin wären also weiterhin entsprechende Lokwechsel notwendig gewesen – beispielsweise auch bei einem erwähnten möglichen Einsatz zwischen Sarajevo und Rastelica. Bei der neu zu bauenden „Spalatobahn“ hätte man das natürlich berücksichtigen können, aber freizügig einsetzbar war die Lokomotive vorerst nicht. Dazu kam noch ihre verhältnismäßig geringe Höchstgeschwindigkeit von nur 30 km/h.
- Das gegenüber der IIIb4 um 20 Tonnen höhere Dienstgewicht sorgte auch für ein deutlich schlechteres Verhältnis von Tara- und Nettomasse (50 zu 120 gegenüber 30 zu 110 Tonnen Anhängelast auf 35 ‰).
- Um die notwendigen hohen Zugkräfte zu entwickeln, war eine unwirtschaftlich hohe Füllung der Zylinder notwendig.
- Der aufwendig gebaute Kessel war um etwa 50 % größer als bei den IIIb4.
- Das vielteilige und hoch beanspruchte (Innen-)Triebwerk war im Unterhalt auch entsprechend aufwendig und der lange Radstand sorgte in den engen Radien trotz der radial einstellbaren Achsen für hohen Verschleiß.
- Die Lokomotive besaß keine Gegendruckbremse und war nur auf zwei Achsen einseitig gebremst. Der Wagenpark war zu der Zeit zwar schon fast komplett mit Saugluftbremsen ausgestattet, die Talfahrt auf den Gefällestrecken hätte damit aber für entsprechend großen Verschleiß gesorgt.
- Ob ein dokumentierter Unfall der Lokomotive samt Absturz von einem Bahndamm auch Einfluss auf die Entscheidung genommen hat, ist nicht bekannt.[1]

Als einziger Vorteil verblieb damit eine größere Geschwindigkeit gegenüber dem Zahnradbetrieb, allerdings bei hoher transportierter Totlast mit entsprechend hohem Kohleverbrauch. Viele betriebliche Nachteile ergaben sich aber rein aufgrund physikalischer Gesetzmäßigkeiten.
Für das Einzelstück fand sich dann keine richtig geeignete Verwendung, bekannt sind unter anderem Nachschiebedienste von Sarajevo nach Stambulčić auf der Ostbahn oder zwischen Derventa und Han Marica auf der Bosnabahn sowie untergeordnete Dienste im Verschub und als Heizlok. 1933 wurde sie zwar noch als 191-001 von den Jugoslawischen Staatsbahnen JDŽ übernommen, aber bereits 1938 war sie nicht mehr in den Belastungstabellen zum Buchfahrplan enthalten. Die Verschrottung soll dann zeitnah erfolgt sein.
Mit den ebenfalls problematischen Lokomotiven der Klasse IVa4 und der zweiten Bauserie der IIIc5 751–752 war dieser Loktyp eine Ausnahme bei den sonst sehr gelungenen Lokomotiventwürfen für das bosnische Schmalspurnetz, allerdings waren das nur acht von insgesamt ca. 280 für die BHLB und Vorgänger beschafften Lokomotiven.

## Beschreibung

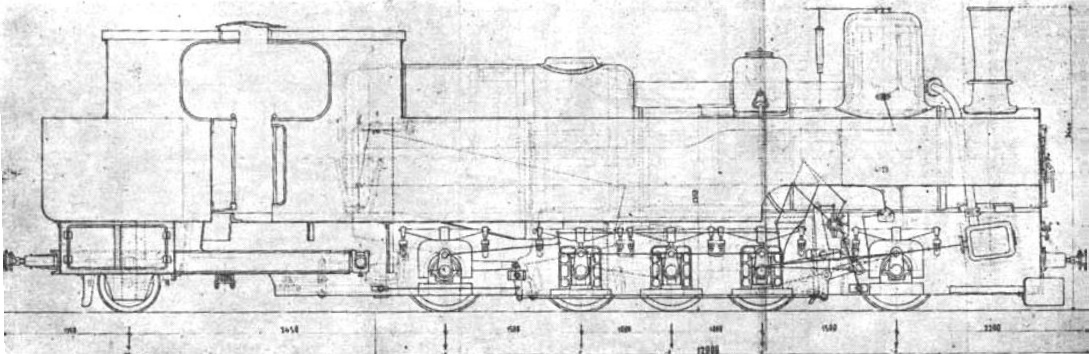
Seitenansicht der Vb6 mit dem Gestänge des Klose-Lenkwerks

Der konzeptionelle Aufbau war den Lokomotiven der Reihe IIIa4 ähnlich, mit Außenrahmen, Innenzylindern und dem durch den Klose-Stütztender gesteuerten Klose-Lenkwerk. Die außenliegenden Schieber waren aber rechteckig und wurden von einer Gooch-Steuerung angetrieben. Gegenüber jenen der Reihe IIIa5 wirken die Schieberkästen aber äußerst klein. Während die erste und fünfte Achse radial einstellbar waren, waren die drei mittleren Achsen fest gelagert, hatten aber 15 mm breitere Radreifen. Die mittlere Achse war ohne, die zweite und vierte mit geschwächten Spurkränzen ausgeführt, um die Fahrt durch Radien von bis zu 70 Metern zu erleichtern.
Der Antrieb erfolgte auf die zweite, zusätzlich mittig gelagerte Kropfachse, welche außen die Hubscheiben der Steuerung trug. Am Kurbelzapfen war der Differentialkopf gelagert, welcher durch ein doppeltes Hebelparallelogramm vom Klose-Lenkwerk entsprechend dem Bogenradius verdreht wurde und die wirksame Länge der vorderen Kuppelstange einstellte. Über eine zu den mittleren Kuppelstangen parallele Verbindungsstange wurde über einen weiteren Hebel die hintere Kuppelstange passend eingestellt.
Der Kessel wies mit 14 atü einen höheren Überdruck als die bisherigen Lokomotiven auf, was für die hohe Zugkraft beim begrenzten Platz für die Antriebszylinder aber auch notwendig war. Der stark überhöhte Stehkessel war 1.150 mm in den Langkessel-Bereich verlängert und bildete dort einen großen Dampfraum, der über ein außenliegendes Rohr mit dem Dampfdom verbunden war. Die Feuerbüchse war mit abfallender Decke ausgeführt, damit war auch ein sicherer Wasserstand über der Feuerbüchsdecke bei Talfahrt mit Schornstein voraus möglich. Zur Minderung der Rauchplage in den Tunnels war wie bei den Zahnrad-Lokomotiven eine Zusatz-Ölfeuerung installiert.
Die seitlichen Wasserkästen waren im Bereich der Treibachse unterbrochen, um dort dem Hebelparallelogramm Platz zu schaffen. Aus optischen Gründen war der Bereich aber anfangs mit Blechen verkleidet, auf den späteren Fotos kann der Unterbruch erkannt werden. Die Werte der Probefahrten mit 120 Anhängelast auf 35 ‰ bei 12 km/h entsprechen einer Leistung von ca. 350 PSi, der großzügig dimensionierte Kessel hatte da aber noch mehr als ausreichend Reserven.

## Lokomotivliste
| Hersteller  | Fabriks- Nummer | Baujahr | BHStB-Nr. bis 1895 | BHStB-Nr. BHLB-Nr. SHS-Nr. | JDŽ-Nr. ab 1933 | ausgemustert |
| ----------- | --------------- | ------- | ------------------ | -------------------------- | --------------- | ------------ |
| Krauss/Linz | 2859            | 1893    | Vb6 61             | Vb6 501                    | 191-001         | um 1938      |

| Bahngesellschaft                                      | Bahngesellschaft                              | Zeitraum      |
| ----------------------------------------------------- | --------------------------------------------- | ------------- |
| BHStB                                                 | Bosnisch-Herzegowinische Staatsbahn           | 1884 bis 1895 |
| BHStB                                                 | Bosnisch-Herzegowinische Staatsbahnen         | 1895 bis 1908 |
| BHLB                                                  | Bosnisch-Herzegowinische Landesbahnen         | 1908 bis 1918 |
| SHS                                                   | Železnice Kraljevine Srba, Hrvata i Slovenaca | 1918 bis 1929 |
| JDŽ                                                   | Jugoslovenske Državne Železnice               | 1929 bis 1954 |
| Die Umzeichnung von SHS auf JDŽ fand erst 1933 statt. |                                               |               |